# 5785 Фултон
5785 Фултон (5785 Fulton) — астероїд головного поясу, відкритий 17 березня 1991 року.
Тіссеранів параметр щодо Юпітера — 3,380.